# Парни из Трейлер Парка
Парни из Трейлер Парка (англ. Trailer Park Boys; Канада, 2001—2018) — псевдодокументальный комедийный телесериал, созданный режиссером Майком Клайтенбергом о непростой жизни уголовников из вымышленного Саннивейл Трейлер Парка, Дармут, Новая Шотландия. По мотивам сериала, состоящего из 12 сезонов и 2 мультипликационных сезонов, вышли пять полнометражных фильмов и две полноценных ленты для телевидения.
Кроме того, сериалу предшествует черно-белая кинолента «Парни из Трейлер Парка: Начало» (1999), — самостоятельный фильм, лёгший в основу сюжета про похождения Рикки и Джулиана.

## История
В 1998 году режиссер Майк Клайтенберг создал черно-белый короткометражный фильм под названием «Последний выстрел». Фильм был снят в документальном стиле и повествовал о подвигах и суровых буднях двух закадычных друзей, уголовников Рикки (Робб Уэллс) и Джулиана (Джон Пол Тремблэ). В следующем, 1999 году, история получила продолжение в виде полноценного художественного фильма — «Парни из Трейлер Парка: Начало». Кинолента начинается с рассказа Длжулиана о причине побудившей его начать съёмки документального фильма о своей жизни. Он получил предсказание от телефонного экстрасенса, что умрёт через 5 дней. И это ощущение неминуемого конца подтолкнуло его запечатлеть лучшее время своей жизни. Затем, чтобы зрители посмотрели на него со стороны, оценили бы его развеселую и насыщенную событиями жизнь, сделали бы свои выводы или научились бы чему-нибудь. Возможно это кино, по мнению Джулиана, сможет удержать других от подобного существования и неминуемой преступной деятельности.
«Парни из Трейлер Парка: Начало» — не пилотная серия к будущему мегапопулярному в США и Канаде одноименному сериалу, это полноценный, законченный фильм. Имитация документальных съёмок настолько правдоподобна, что через пять минут вы всецело погружаетесь в это реалити-шоу о нелёгких криминальных буднях парней из трейлер-парка. Собственно, после съёмки этой чёрно-белого фильма никто и не планировал продолжать съёмки хроники похождений Рикки и Джулиана. Однако, в этом же году, на фестивале в Торонто, несмотря на зашкаливающий показатель нецензурных выражений, фильм был настолько тепло принят зрителями, что его создатели приняли решение: шоу должно продолжаться. Заручившись поддержкой продюсера Барри Дана, Майк Клайтенберг задумал снять сериал в центре внимания которого — два абсолютно антисоциальных типа, зарабатывающих на жизнь толканием дури местной шпане и оказанием населению услуг по умерщвлению надоедливой соседской живности. Клайтенберг и Данн, при участии Уэллса и Тремблэ разработали концепцию 13 серийного юмористического сериала и отправились в Торонто, где представили свое детище на суд The Comedy Network. Получив отказ, они не упали духом, а решили довести дело до конца и возвратиться домой, в Новую Шотландию не с «пустыми руками». Вскоре нашёлся подходящий вариант, и они приняли решение передать свое шоу каналу Showcase. Команда Showcase оказалась сильно заинтересована в съёмках будущего сериала и дала добро на создании первого сезона (при условии включения в проект более опытного продюсера Майкла Вольпе).
В ходе работы над сериалом была проведена некоторая модификация сюжета и характеров персонажей, добавлено больше шуток и юмора по сравнению с чёрно-белым фильмом. Самое большое изменение претерпел герой «Бабблс» (Майк Смит), за основу характера был взят персонаж из короткометражки «Носильщик» 1995 (режиссеры Майк Клаттерберг, Джон Тремблэ и Роб Уэлс), кроме того изначально «Бабблс» — было именем одного из его котят. Так появились на свет первые шесть 30-минутных эпизодов сериала «Парни из Трейлер Парка». C первого по седьмой сезоны сериал выходил на канале Showcase, а начиная с восьмого сезона, выпускался уже через Netflix. Во время создания первых сезонов сериала съёмки проходили в различных трейлер-парках Новой Шотландии, из-за жалоб и недовольства местных жителей. Однако вскоре было найдено идеально место — в Дармуте команде удалось найти и обустроить площадку для съёмок. После седьмого сезона команда взяла небольшой перерыв в работе, поэтому с восьмого сезона съёмки проходили в трейлер парке Bible Hill Estates в Труро, Новая Шотландия.

## Сюжет
Фабула сериала вращается вокруг трех друзей, жителей трейлер парка "Саннивейл"  — Рикки, Джулиана и Бабблса, которые пытаются делать деньги посредством мелких преступлений, избегая при этом конфликтов с полицией. Зачастую их криминальные схемы осложняются вмешательством руководителя парка: мстительного алкоголика Джима Лейхи и его помощника и любовника, Рэнди. На протяжении всех серий Рикки и Джулиан терпят неудачи и попадают в передряги. Зачастую им чудом удается выйти сухими из воды, однако, в конечном итоге, так или иначе они оказываются в тюрьме. Более поздние сезоны имеют циклическую формулу: каждый финал сезона заканчивается признаками удачи и успеха в делах, главные герои смотрят в будущее с оптимизмом и уверенностью, а премьера нового сезона объясняет, что же пошло не так и почему Рикки и Джулиан снова оказались за решёткой.

## Персонажи
Каждый из героев имеет свой собственный специфический характер, «товарный знак» или признак:
- Джулиан часто берёт на себя ведущую роль и разрабатывает схемы, постоянно держа при этом в руке стакан рома с кока-колой.
- Рикки считает себя глупым, и всё время просит у Джулиана совета; его речь часто пронизана малапропизмами (неправильная замена одного слова другим, сходным по звучанию), упоминаемых поклонниками как «Rickyisms», он, как правило, довольно некомпетентен во всем кроме выращивания травы и запудривания мозгов представителям власти. Кроме того отличительным знаком Рики являются бакенбарды и рубашка.
- Баблс носит нелепые очки, которые делают глаза почти карикатурными, живёт в сарае с кучей котят, и расстраивается, когда Рикки и Джулиан ссорятся или попадают в тюрьму.
- Смотритель трейлер парка Джим Лейхи обычно пьян, и почти всегда использует слово «дерьмо» в своих назидательных метафорах, упоминаемых поклонниками как «Shitisms».
- Его помощник и любовник Рэнди всегда обнажён по пояс, он неуверен в себе и довольно неловкий на вид, другие персонажи часто дразнят его за большой живот и пристрастие к чизбургерам.
- Есть также три пары первичных второстепенных персонажей:
  - Неудачники Кори и Тревор — лучшие друзья, которые помогают и боготворят Рикки и Джулиана, они часто не знают, что будут служить в качестве козлов отпущения, когда планы Рикки и Джулиана неизбежно идут вкривь и вкось.
  - Люси является матерью дочери Рики — Тринити.
  - J-Roc — самодовольный белый рэпер, который искренне считает, что он является чёрным; он редко появляется без своего друга T, который на самом деле чернокожий.

## Стиль
Сериал снят с помощью портативной камеры в псевдодокументальном стиле. Периодически персонажи обращаются напрямую к съёмочной группе, которая зачастую, таким образом, оказывается вовлечённой в сюжет сериала. В одном из эпизодов, звукооператор оказывается подстрелен; в другом, Джим Лейхи атакует оператора. Шоу носит импровизационный характер, поэтому и большинство диалогов снимаются одним дублем. Это делается для того, чтобы вызвать у зрителя чувство реальности происходящего.

## Полнометражные фильмы
- 2006 — Парни из Трейлер Парка: Фильм. Три лучших друга, Рики, Джулиан и Бабблс влипли в историю. Их арестовали за ограбление банкомата и посадили за решётку на 18 месяцев. Выйдя из тюрьмы, друзья решают сорвать последний «большой куш» и навсегда завязать с ограблениями. Они пытаются придумать план, который поможет им заполучить достаточное количество денег и остаться на свободе…
- 2009 — «Парни из Трейлер Парка: Обратный отсчёт до запоя». Ещё в юности Джулиан совершил несколько преступлений, за которые он понёс заслуженное наказание и попал в тюрьму. Отсидев положенный срок, он вышел на свободу и дал себе клятву, что больше никогда не нарушит закон и будет вести жизнь законопослушного гражданина. Он даже придумал собственный легальный бизнес и взял в партнёры своих старых друзей: Рикки и Бабблса. Они очень многого ждали от своего дела, и мысль о богатстве не покидала их с первых дней работы. Однако всё оказалось намного сложнее, чем парни себе представляли, но они не собираются сдаваться и готовы идти до конца, ради достижения своей цели, даже если им вновь предстоит нарушить закон…
- 2014 — «Парни из Трейлер Парка: Не легализуйте». Недавно вышедший из тюрьмы и полностью сломленный, Джулиан придумал план, как стать богатым. Тем не менее, он сначала должен поставить свой продукт в Монреаль, где его ждёт соперник Сайрус, чтобы закрыть сделку. В то же время план правительства легализовать марихуану угрожает Рикки и его бизнесу, поэтому он едет в Оттаву, чтобы принять меры против надвигающегося законопроекта…

## Признание
Сериал снискал популярность по всему миру и был переведен более чем на 10 языков, в том числе и на русский. В последнем сезоне приняли участие такие звёзды как Снупп Дог (неужели!?), Джимми Киммел, Том Арнольд; два эпизода были сняты режиссёром Бобби Фаррелом. Кроме сериала было снято 7 полнометражных фильмов и выпущена фирменная продукция под лейблом «Trailer Park Boys».